# Rio Pardo (vattendrag i Brasilien, Minas Gerais, lat -15,79, long -44,78)
Rio Pardo är ett vattendrag i Brasilien.   Det ligger i delstaten Minas Gerais, i den sydöstra delen av landet, 300 km öster om huvudstaden Brasília.
Omgivningarna runt Rio Pardo är huvudsakligen savann. Runt Rio Pardo är det ganska glesbefolkat, med 36 invånare per kvadratkilometer.